# Velika nagrada Corka 1938
Velika nagrada Corka 1938 je bila tretja neprvenstvena dirka za Veliko nagrado v sezoni 1938. Odvijala se je 23. aprila 1938 v irskem mestu Carrigrohane. 

## Poročilo

### Pred dirko
Nemški moštvi se na dirko nista prijavili, Alfa Corse pa je prijavila dva dirkalnika, toda dirke se vseeno ni udeležila. Tako da so bili v konkurenci oba dirkača Ecurie Bleue z dirkalnikoma Delahaye 145, Jean-Pierre Wimille z Bugattijem T59/50B3, Princ Bira z že zastarelim Maseratijem 8CM, Kenneth Evans tudi z že zastarelo Alfo Romeo P3 in Louis Gérard z 3,0 litrskim Delagem.

### Dirka
Najbolje je štartal Bira, toda že v drugem krogu je vodstvo prevzel René Dreyfus. Tako Wimille, ki je bil težave z novim Bugattijem, kot tudi Gianfranco Comotti v drugem Delahayu sta morala odstopiti zaradi okvare svojih dirkalnikom, tako da je Dreyfus prišel do druge zmage sezone, drugouvrščeni Bira je zaostal skoraj dve minuti, tretjeuvrščeni Gérard pa že tri kroge. 

## Rezultati

### Dirka
| Poz | Št | Dirkač                  | Moštvo                     | Dirkalnik        | Krogi | Čas/Odstop    | Št. m. |
| --- | -- | ----------------------- | -------------------------- | ---------------- | ----- | ------------- | ------ |
| 1   | 14 | René Dreyfus            | Ecurie Bleue               | Delahaye 145     | 33    | 2:09:40       | 1      |
| 2   | 20 | Princ Bira              | Privatnik                  | Maserati 8CM     | 33    | + 1:50        | 2      |
| 3   | 17 | Louis Gérard            | Privatnik                  | Delage           | 30    | +3 krogi      | 6      |
| 4   | 7  | Kenneth Evans           | Privatnik                  | Alfa Romeo P3    | 30    | +3 krogi      | 5      |
| 5   | 15 | Joseph Paul             | Privatnik                  | Delahaye 135     | 25    | +8 krogov     | 4      |
| Ods | 18 | Jean-Pierre Wimille     | Automobiles Ettore Bugatti | Bugatti T59/50B3 | 21    | Bat           | 8      |
| Ods | 12 | Gianfranco Comotti      | Ecurie Bleue               | Delahaye 135     | 12    | Puščanje olja | 3      |
| Ods | 16 | Jean Viale              | Privatnik                  | Delahaye 135     | 2     | Sklopka       | 7      |
| DNA | 1  | Tazio Nuvolari          | Alfa Corse                 | Alfa Romeo       |       |               |        |
| DNA | 2  | Giuseppe Farina         | Alfa Corse                 | Alfa Romeo       |       |               |        |
| DNA | 3  | Hans Ruesch             | Privatnik                  | Alfa Romeo       |       |               |        |
| DNA | 4  | Chris Staniland         | Privatnik                  | Multi Union      |       |               |        |
| DNA | 5  | Arthur Ashby            | Privatnik                  | Alfa Romeo       |       |               |        |
| DNA | 6  | Raymond Sommer          | Privatnik                  | Alfa Romeo       |       |               |        |
| DNA | 8  | Mrs Jill Thomas         | Privatnik                  | Alfa Romeo       |       |               |        |
| DNA | 9  | ?                       | Privatnik                  | Alfa Romeo       |       |               |        |
| DNA | 10 | Rupert Featherstonhaugh | Privatnik                  | Alfa Romeo       |       |               |        |
| DNA | 11 | Laury Schell            | Ecurie Bleue               | Delahaye 145     |       |               |        |
| DNA | 19 | Herbert Berg            | Privatnik                  | Maserati         |       |               |        |